# Циклодекстрини

Хімічні структури трьох основних видів циклодекстринів

Циклодекстрини (англ. cyclodextrins, рос. циклодекстрины) — циклічні олігоглюкозиди, які містять 5—10 глюкозних залишків. На зовнішній стороні кільця розташовані гідрофільні групи, а в центрі кільця є відносно неполярна порожнина, де можуть розміститись невеликі молекули, тобто вона дозволяє прийняти молекули гостя з утворенням клатрату. Такі сполуки використовуються як молекули-господарі в супрамолекулярній хімії, їхня здатність до молекулярної інкапсуляції широко використовується в аналітичній хімії (в тому числі для аналізу енантіомерів) та на виробництві (наприклад, α-циклодекстрину). В залежності від кількості цукрових груп (6, 7 чи 8) в кільці розрізняють α, β і γ-циклодекстрини.